# Jerome M. Eisenberg
Jerome Martin Eisenberg (6 de juliol de 1930 - 6 de juliol de 2022) va ser un arqueòleg, taxador i comerciant d'art nord-americà. Va ser director de les Royal Athena Galleries de Nova York i, des de 1990, editor de la revista arqueològica Minerva, de fet fins al 2009 va treballar com a redactor en cap de la revista. Es va especialitzar en bronze etrusc i escultura romana.

## Biografia
Els pares d'Eisenberg tenien una escola privada a Boston. En una entrevista al Riehener Zeitung (2015) va dir que va començar a negociar monedes antigues amb el seu pare l'any 1942, quan tenia onze anys. Després d'acabar l'escola, va començar a estudiar geologia a la Universitat de Boston. El 1951, va obrir el seu propi negoci de comerç de monedes a Boston, que va ampliar per incloure antiguitats el 1954. El 1951, després d'abandonar l'exèrcit dels Estats Units, Eisenberg va obrir una botiga a la ciutat de Nova York.
Eisenberg va estudiar a la Universitat Charles de Praga i a la Universitat de Princeton amb l'arqueòleg txec Jiří Frel (1923–2006). Es va doctorar en la seva àrea temàtica, és a dir, en arqueologia i història de l'art antic, després de moltes publicacions sobre temes de numismàtica antiga i història de l'art. El 1965, va publicar un llibre sobre l'art a l'antiguitat.
Eisenberg va ser escollit membre de la Royal Numismatic Society el 1952, va dimitir el 1965 i va ser reelegit el 1985. Des de 1955, va ser patrocinador de l'American Numismatic Society, de la qual es va convertir en membre el 1998, i el 1960 va esdevenir membre de l'Archaeological Institute of America. El 1966 va entrar com investigador en el Metropolitan Museum of Art. El 1996 va ensenyar com a professor a l'Institut d'Arqueologia Clàssica de la Universitat de Leipzig.
El 2007, Eisenberg va donar la conferència "Perspectives sobre el comerç d'antiguitats i el col·leccionista: Passat, present i futur" al simposi Future of the Global Past a la Universitat Yale.
El juny de 2012, Eisenberg va rebre l'Ordre de l'Estrella d'Itàlia pel president de la República Italiana, Giorgio Napolitano, pel seu treball. Va ser homenatjat per les seves nombroses publicacions sobre l'art etrusc i romà. És un dels fundadors de la International Association of Dealers in Antique Art (IADAA). L'IADAA va ser fundada l'any 1993 i es posiciona com una organització dels principals comerciants internacionals d'art clàssic, egipci i de l'Orient Mitjà des de l'antiguitat.
Eisenberg advocava per la compra i venda responsable d'art antic. L'any 1993, en va donar una conferència a la conferència d'UNIDROIT. Jerome va contribuir a la discussió acadèmica sobre l'arqueologia de l'edat del bronze (minoica) amb un assaig que analitza l'autenticitat del disc de Festo. Segons la seva opinió, el disc va ser realitzat, a petició de Luigi Pernier, per l'artista i restaurador suís Emile Gilleron, que va treballar en les excavacions del palau de Cnossos juntament amb Arthur Evans Els resultats del treball d'Emile Gilleron i el seu fill Emile (1885-1939) sovint són “artísticament molt lliures” o són considerats per alguns experts com una pura falsificació. Eisenberg va sospitar que alguns objectes (per exemple, el “ Disc de Festos ” o la “ Deessa Serp de Knossos ”) són pura falsificació ja que no segueixen els estàndards arqueològics de l'època.
Va morir de pneumonia a Nova York, el 6 de juliol de 2022.

## Publicacions
- The Phaistos Disk: A One Hundred-Year-Old Hoax? In: Minerva. International Review of Ancient Art & Archaeology. Band 19, Nummer 4, 2008, S. 9-24 (PDF auf utexas.edu)
- Art of the ancient world. Royal-Athena Galleries, New York 1965
- Catalog of Luristan bronzes and early Islamic pottery. Royal-Athena Galleries, New York 1965
- A Guide to Modern Foreign Coins. Published by Royal Coin Co. Inc, New York 1958
- Mythologies of the Classical World and Ancient Egypt, with Glossaries, Chronologies, and Themes for Collecting. Published by Royal-Athena Galleries, New York 2006
- A Guide to Roman Imperial Coins. Published by Royal Coin Company, 1959
- Gods and mortals: bronzes of the ancient world from Italy to Iran. Royal-Athena Galleries, New York, N.Y. 1989
- Ancient Egyptian mining & Metallurgy. Aurora, London 1996, Minerva 7, Nr. 4 (Jul/Aug 1996) S. 59 f.
- News from Egypt. Minerva 7, Nr. 6 (Nov/Dec 1996) S. 2-3.
- Conference on Secondary School Earth Science Education to be held in Boston, March 17-18. 1 March 1950. In: School Science and Mathematics, Volume 50, Issue 3, March 1950, S. 186